# نوروزآباد (نیشابور)
نوروز‌آباد (نیشابور)، روستایی از توابع بخش مرکزی شهرستان نیشابور در استان خراسان رضوی ایران است.

## جمعیت
این روستا در دهستان دربقاضی قرار دارد و براساس سرشماری مرکز آمار ایران در سال ۱۳۸۵، جمعیت آن ۹۵۱ نفر (۲۳۳خانوار) بوده‌است و اکنون به1200نفر رسیده است.